# Taking Over (Overkill)
Taking Over è il secondo album della band thrash metal Overkill, pubblicato dalla Megaforce Records nel 1987.

## Tracce
1. Deny the Cross – 4:42
2. Wrecking Crew – 4:30
3. Fear His Name – 5:23
4. Use Your Head – 4:18
5. Fatal if Swallowed – 6:44
6. Powersurge – 4:34
7. In Union We Stand – 4:23
8. Electro-Violence – 3:43
9. Overkill II (The Nightmare Continues) – 7:10

## Formazione
- Bobby "Blitz" Ellsworth – voce
- Bobby Gustafson – chitarra
- D.D. Verni – basso
- "Rat" Skates – batteria